# 阿那克西曼德
阿那克西曼德（约前610年—约前546年），米利都人，古希腊哲学家。他是前苏格拉底时期的米利都学派第二代自然哲学家，上承泰勒斯，下启阿那克西美尼。在哲学上提出了阿派朗的概念，来解释世界的本原问题。

## 生平
阿那克西曼德出生于第42个奥林匹亚周期后的第三年，为帕西亚德斯的儿子 。根据雅典的阿波罗多洛斯记载，在第58个奥林匹亚周期的第二年，阿那克西曼德年满64岁，并在不久后去世。
根据亚里士多德的记载，阿那克西曼德是泰勒斯的学生。虽然这一点无法确定，但是阿那克西曼德受到泰勒斯的影响是无疑的。在古希腊时期，阿那克西曼德已经被认为是提倡一元论哲学的米利都学派的代表，为泰勒斯与阿那克西美尼之间承上启下的自然哲学家。在西方，他与锡罗斯的斐瑞居德斯被认为是最早的散文作者，他还是最早的哲学作者，他的《论自然》是最早用希腊文写作的散文和哲学著作。
根据埃里亚努斯的记载，阿那克西曼德还曾担任了米利都在黑海海岸边阿波罗尼亚（今索佐波爾）的殖民地领袖。
在其人生的最后几年，阿那克西曼德成为了阿契美尼德王朝的臣民。

## 成就
阿那克西曼德是前苏格拉底时期的自然哲学家，他接续了泰勒斯的“水是万物本原”的思想，针对本原问题提出了“阿派朗”的概念。此外，阿那克西曼德的生物学观点是现代进化论的先驱，在天文学方面，他的天体论在历史上占据了重要地位。

### 阿派朗
在本原问题上，阿那克西曼德引入了“阿派朗（希腊文：ἄπειρον，或译无限、无定者、无定形）”的概念。关于“阿派朗”的理解，在阿派朗是物质性的实体还是本原属性的问题上上，不同学者之间存在分歧，叶秀山认为阿派朗是本原的本质属性，意思为“没有边缘的、活动的、变化的”。阿那克西曼德还指出本原具有“冷”与“热”两种对立的力量，万物由本原通过对立力量分裂出来。
关于本原的具体物质方面，阿那克西曼德并没有提出新的物质，有很少的记载认为阿那克西曼德仍然认为水是万物的本原。Lütze认为，阿派朗在数量上是无限的，在性质上是不定的，但叶秀山认为这种说法缺乏证据。

### 宇宙论

阿那克西曼德的宇宙地图

阿那克西曼德认为世界是从混沌的原质中的对立面分裂产生，最初是热，其次是冷，热像火焰包围着冷，热将冷变为湿气，再变为空气，空气突破火圈形成轮型环，环上有小孔，从小孔中喷射出火焰形成天体，而地球是由原始湿气干燥而来的。
他可能是最早认识到天空围绕北极星旋转的人，并由此认为地球是位于中心的有限的自由浮动的扁圆柱体，人类处于圆柱体的一端表面之上。他还认为世界是多重世界当中的一个。

### 地图学
阿伽塞美鲁与斯特拉博都提到，据埃拉托斯特尼所说，阿那克西曼德是第一个绘制世界地图的人，并可能启发了米利都的赫卡塔埃乌斯绘制出更精确的版本。斯特拉博将这两者都视为荷马后最早的地图家。

后人绘制的阿那克西曼德的世界地图

阿那克西曼德可能基于如下三个原因创作了这幅世界地图：第一，可以为米利都与其殖民地在黑海与地中海间的航海提供方便；第二，泰勒斯发现拥有地图可以更有力的说服爱奥尼亚诸城邦加入联盟以应对米底王国的威胁；第三，哲学上试图表现整个世界的倾向。

### 进化论
阿那克西曼德是早期进化论提出者，他认为地球一开始为湿气，随着地球的逐渐干燥，最早的动物是从海泥中产生。人類与其他一些动物一样，是由鱼变化而来的，随着长期的进化才得以在陆地上独立生存。

## 著作
阿那克西曼德的著作只有一篇残篇留下。根据苏达的记载，列举阿那克西曼德著作如下。
- 《论自然（英语：On Nature (Anaximander)）》
- 《地球的旋转》
- 《论恒星》
- 《天球》